# Coto de bosque y jardín Hatcher
El coto de bosque y jardín Hatcher en inglés Hatcher Garden and Woodland Preserve es un bosque acotado, arboreto y jardín botánico de 40,000 m² (10 acres) que se encuentra en el estado de Carolina del Sur en la ciudad de Spartanburg.

## Localización
Hatcher Garden & Woodland Preserve 820 John B. White Boulevard P.O. Box 2337, Spartanburg, Spartanburg county, South Carolina SC 29304 United States of America-Estados Unidos de América
Planos y vistas satelitales34°55′53″N 81°57′27″O / 34.93139, -81.95750.
Está abierto a diario al público sin cargo en las horas de luz del día.

## Historia
En 1969, Harold y Josephine Hatcher se retiraron a Spartanburg y comenzaron a desarrollar la propiedad detrás de su casa en Briarwood Road. Durante los siguientes treinta años que adquirieron terrenos por un total de 40,000 m² (10 acres). 
Gran parte de la tierra estaba depauperada: la erosión de la tierra debido a los campos de cultivo de algodón anteriores había robado a la tierra la mayor parte de sus nutrientes. La basura y la maleza cubrían el suelo.
Los Hatcher comenzaron a trabajar y a modificar el suelo. Renovaron las tierras erosionadas, construyeron caminos y estanques, y plantaron miles de árboles, arbustos y flores silvestres.
Los Hatcher no eran ricos terratenientes. Con recursos limitados, pero no obstante con una visión creativa, recaudaron dinero para sus proyectos por la compra y la autorrenovación de las propiedades adyacentes para alquilarlas. Decidieron donar el Jardín a la "Spartanburg County Foundation" que deja al jardín para la comunidad de Spartanburg a perpetuidad.

## Colecciones
Colección de coníferas, alberga unas 200 especies de coníferas. Incluye los géneros Pinus, Picea, Abies, Larix, Taxus, Juniperus, Cedrus, Cupressus, y Sequoia además de algunos arbustos y coníferas caducifolias como el ciprés calvo Taxodium distichum

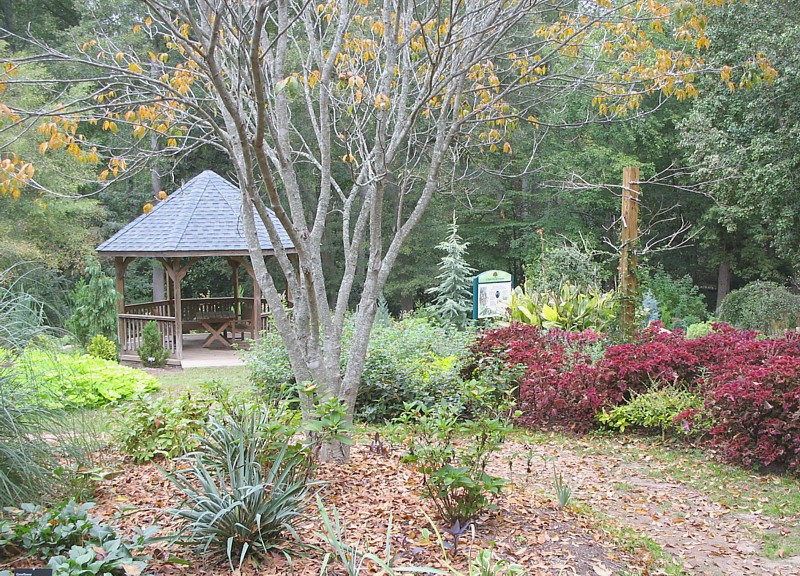
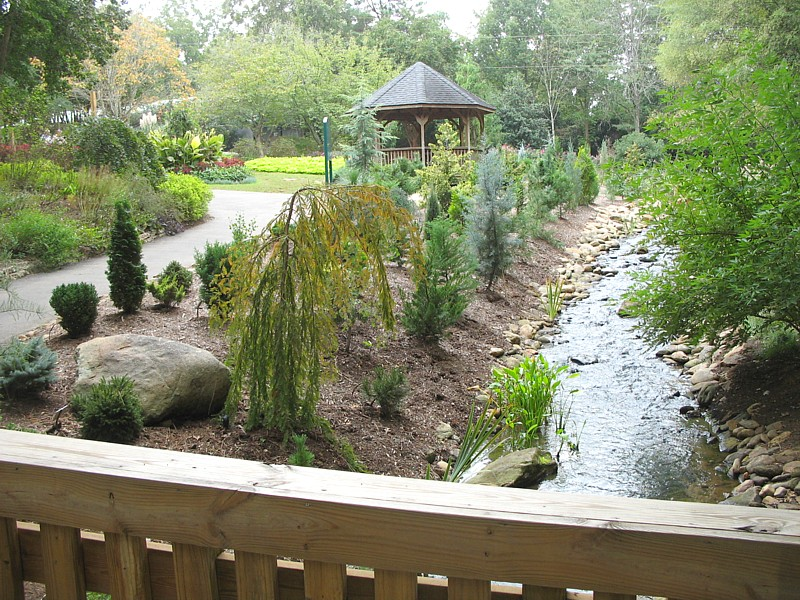